# Maurice Taylor
Maurice Taylor (* 5. Mai 1926 in Hamaltan, Schottland; † 14. Juni 2023 in Kilmarnock, Schottland) war ein britischer römisch-katholischer Geistlicher und Bischof von Galloway.

## Leben
Maurice Taylor empfing am 2. Juli 1950 die Priesterweihe für das Bistum Motherwell.
Papst Johannes Paul II. ernannte ihn am 4. April 1981 zum Bischof von Galloway. Der Erzbischof von Saint Andrews und Edinburgh, Gordon Joseph Kardinal Gray, spendete ihm am 9. Juni desselben Jahres die Bischofsweihe; Mitkonsekratoren waren Joseph Michael McGee, emeritierter Bischof von Galloway, und Francis Thomson, Bischof von Motherwell.
Am 7. April 2004 nahm Johannes Paul II. sein altersbedingtes Rücktrittsgesuch an. Taylor starb 2023 im Alter von 97 Jahren in einem Pflegeheim in Kilmarnock.